# Fehérnyakú bozótkakukk
A fehérnyakú bozótkakukk (Centropus ateralbus) a madarak osztályának kakukkalakúak (Cuculiformes) rendjébe, ezen belül a kakukkfélék (Cuculidae) családjába tartozó faj.

## Rendszerezése
A fajt René Primevère Lesson francia ornitológus írta le 1826-ban.

## Előfordulása
Pápua Új-Guineához tartozó Bismarck-szigetek területén honos. Természetes élőhelyei a szubtrópusi vagy trópusi síkvidéki esőerdők. Állandó, nem vonuló faj.

## Megjelenése
Testhossza 42-48 centiméter.

## Életmódja
Rovarokkal táplálkozik, de gyíkokat és kisebb állatokat is fogyaszt.

## Természetvédelmi helyzete
Az elterjedési területe nem nagy, egyedszáma viszont stabil. A Természetvédelmi Világszövetség Vörös listáján nem fenyegetett fajként szerepel.